# Zusatzweiterbildung Psychoanalyse
Die Zusatzweiterbildung Psychoanalyse ist eine in der Musterweiterbildungsordnung der deutschen Bundesärztekammer von 2018 (MWBO) aufgeführte Zusatz-Weiterbildung im Bereich Psychoanalyse für Fachärzte für Psychiatrie und Psychotherapie, Psychosomatische Medizin
und Psychotherapie oder Kinder- und Jugendpsychiatrie und -psychotherapie oder mit Facharztanerkennung in einem Gebiet der unmittelbaren Patientenversorgung mit der
Zusatz-Weiterbildung Psychotherapie.

## Definition
Die Zusatz-Weiterbildung Psychoanalyse umfasst in Ergänzung zu einer Facharztkompetenz die Erkennung und psychoanalytische Behandlung von Erkrankungen und Störungen, denen unbewusste seelische Konflikte und/oder strukturelle Beeinträchtigungen zugrunde liegen einschließlich der Anwendung in der Prävention und Rehabilitation sowie zum Verständnis unbewusster Prozesse in der Arzt-Patienten-Beziehung.

## Mindestanforderung
Um die Bezeichnung Psychoanalyse führen zu dürfen, müssen Ärztinnen und Ärzte
- über die Facharztanerkennung in Psychiatrie und Psychotherapie, Psychosomatische Medizin und Psychotherapie oder Kinder- und Jugendpsychiatrie und -psychotherapie oder Facharztanerkennung in einem Gebiet der unmittelbaren Patientenversorgung mit der Zusatz-Weiterbildung Psychotherapie verfügen und
- über Kenntnisse, Erfahrungen und Fertigkeiten in Psychoanalyse gemäß den in der Weiterbildungsordnung festgelegten Weiterbildungsinhalten verfügen.

Bei der Anmeldung zur Weiterbildungsprüfung müssen der zuständigen Ärztekammer  sämtliche Nachweise über die erfüllten Mindestanforderungen vorgelegt werden. Dazu gehören auch die Logbuch-Dokumentationen über alle durch die MWBO vorgegebenen Inhalte der Weiterbildung.

## Inhalte der Weiterbildung
Zur Weiterbildungsprüfung muss man darlegen können, dass man Kenntnisse, Erfahrungen und Fertigkeiten unter anderem in folgenden Bereichen erlangt hat:
- Situationsangepasste Kommunikation; bei Kindern und Jugendlichen auch unter Nutzung nonverbaler Kommunikationsmittel, z. B. Spiel
- Einbeziehung der relevanten Bezugspersonen und des sozialen Umfeldes in dem jeweils gewählten Psychotherapieverfahren einschließlich Akuttherapie, interdisziplinäre Kommunikation
- Indikationsstellung zu verschiedenen psychoanalytisch-psychotherapeutischen und verhaltenstherapeutischen Therapiemethoden und Settings einschließlich präventiver und rehabilitativer Aspekte
- Allgemeine psychoanalytische Therapie
- Selbsterfahrung
- Spezifische Inhalte der Zusatz-Weiterbildung Psychoanalyse bei Erwachsenen
- Spezifische Inhalte der Zusatz-Weiterbildung Psychoanalyse bei Kindern und Jugendlichen.[1]

Die Inhalte der Musterweiterbildungsordnung sind allerdings nur eine Empfehlung für die rechtsverbindlichen Weiterbildungsordnungen der Landesärztekammern, die hiervon abweichende Regelungen treffen können.